# Christophe Humbert
Christophe Humbert (ur. 26 czerwca 1979) – francuski judoka. Uczestnik mistrzostw świata w 2005; brązowy medalista w drużynie w 2006. Startował w Pucharze Świata w latach 1999–2002, 2004, 2005, 2007, 2008, 2010 i 2011. Mistrz Europy w 2005; piąty w 2008. Pierwszy w drużynie w 2004 roku. Mistrz Francji w 2005 roku.